# Asociația Română de Aikido și Arte Marțiale Asociate
Asociația Română de Aikido și Arte Marțiale Asociate (ARAAMA) este o structură organizată sub formă de asociație nonprofit, apolitică, antibirocratică și care promovează practica liberă a Aikido (合気道) și artelor marțiale asociate. Totodată  ARAAMA susține schimburile libere cu alte organizații, în cadrul stagiilor sau a altor forme de întâlnire și practică, menținând totodată standarde tehnice ridicate din punct de vedere calitativ cu focalizare atât pe eficiența tehnicilor marțiale, cât și pe aspectele spirituale.
ARAAMA susține practica tradițională bazată pe transmisia artei de la maeștri de Aikido, Kenjutsu etc. cât mai apropiați de sursa originară a artei.
Aikidō înseamnă textual „calea armonizării energiei,” fiind artă marțială ce face parte din categoria „internă” a stilurilor de luptă. A fost fondat de maestrul japonez Morihei Ueshiba (1883-1969) și se bazează pe utilizarea forței adversarului prin aplicare de tehnici articulare și eschive realizate prin tai sabaki (pivotări în arc de cerc).
ARAAMA consideră ca spiritul competițional, regulile sportive și obiectivele sportive nu-și au locul în practica artelor marțiale tradiționale.
Obiectivele tehnice ale organizației sunt stabilite de un comitet tehnic alcătuit din membrii fondatori cu cele mai înalte grade și cu cea mai bogată experiență din ARAAMA Arhivat în 14 aprilie 2015, la Wayback Machine.. Organizația reprezintă un spațiu de studiu aprofundat al artelor marțiale, dar și o rețea de schimburi colegiale cu alte organizații.

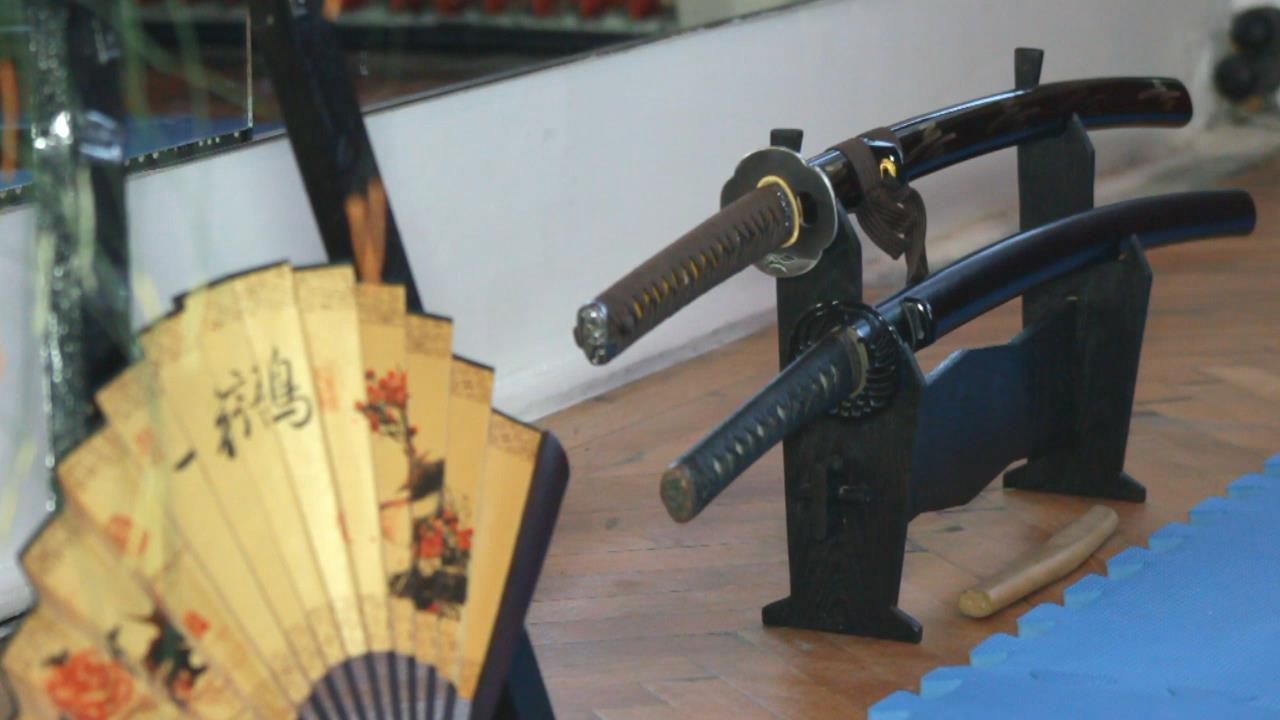
Shinken si evantai

## Fondatori
Fondatorii ARAAMA Arhivat în 14 aprilie 2015, la Wayback Machine. sunt maeștri, profesori și instructori de Aikidō, Judo, Kenjutsu și Iaijutsu, cu o vastă experiență practică: Ioan Mirică (7 Dan Aikido) - Președinte; Cristian Vasile (7 Dan Aikido; 5 Dan Iaijutsu; 2 Dan Kodokan Judo)- Vicepreședinte; Niculai Ungureanu (7 Dan Aikido) - Director Tehnic; Mihail Popazov (6 Dan Aikido); Bogdan Todică (4 Dan Aikido).

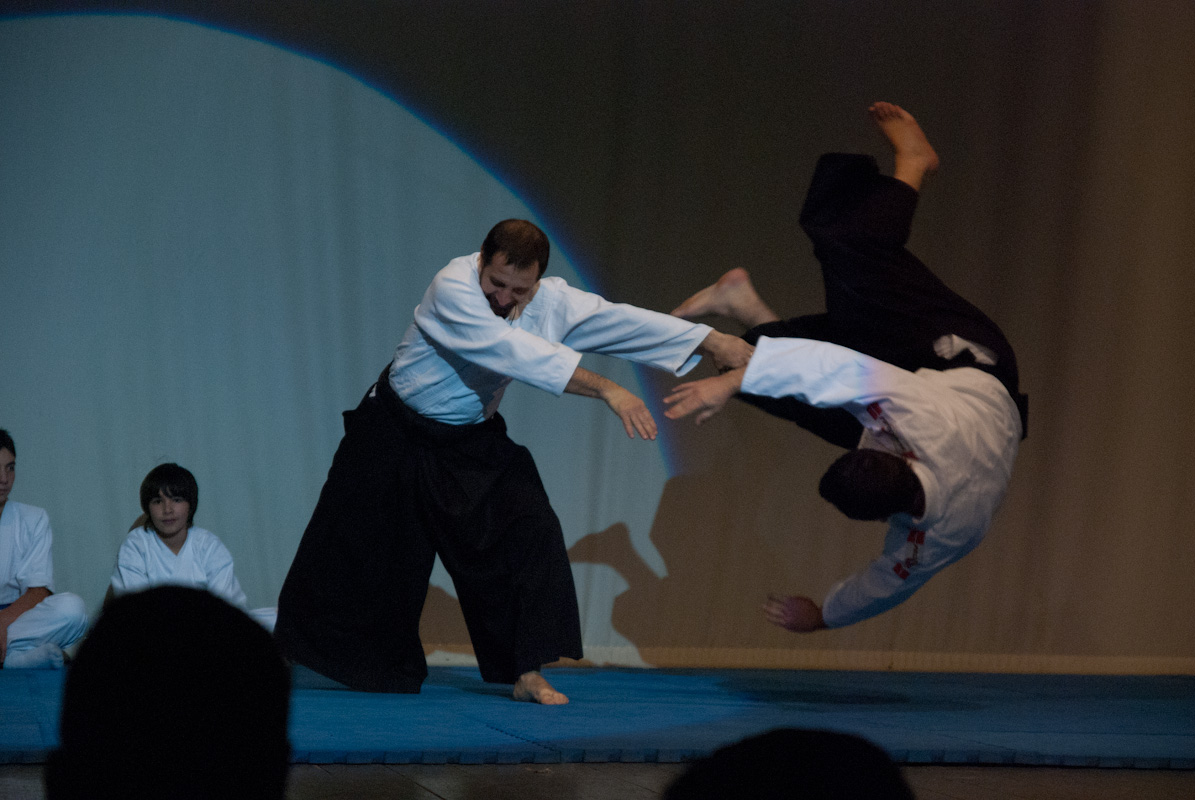
Ioan Mirica Shihan - Presedinte ARAAMA

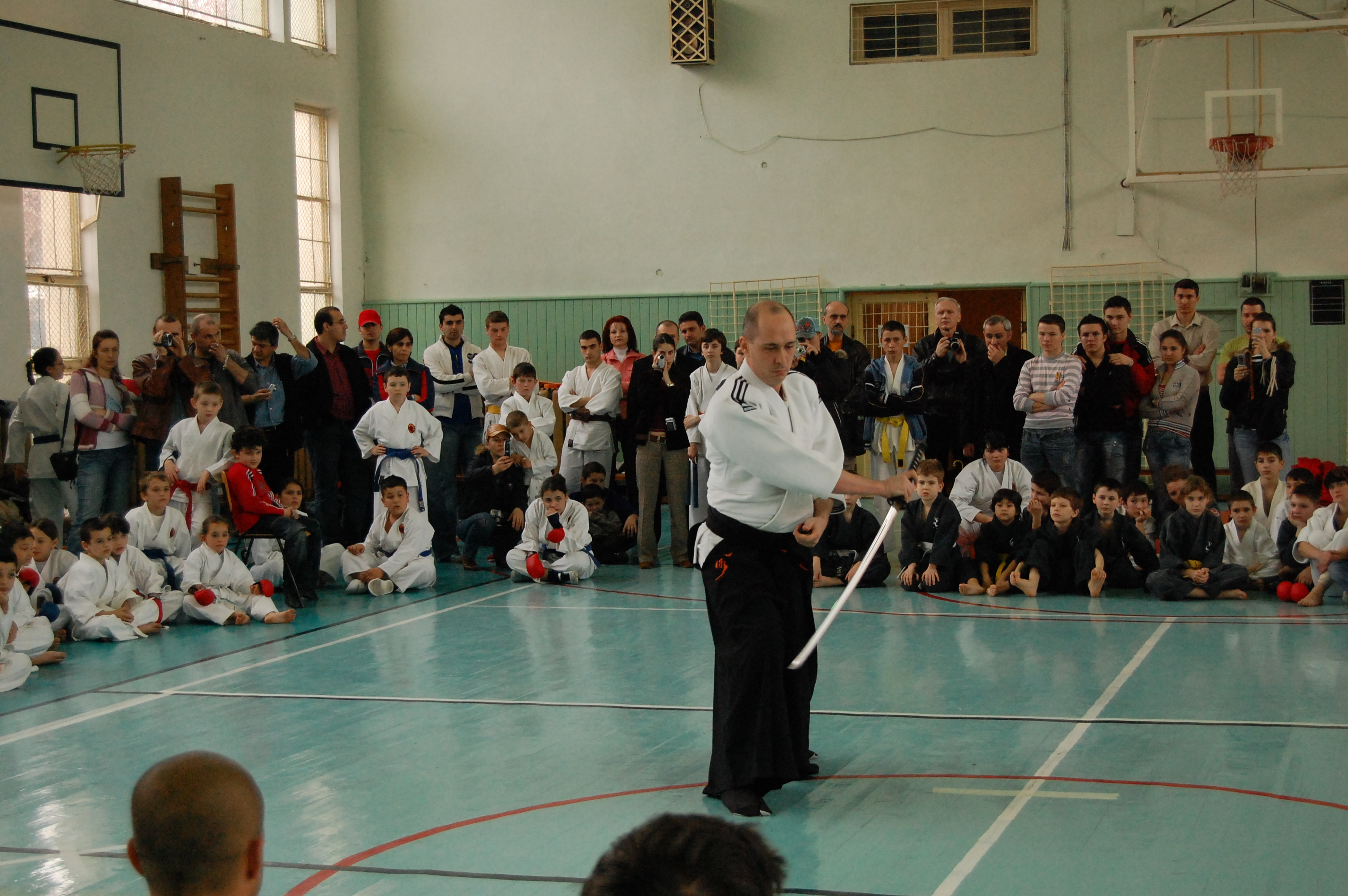
Cristian Vasile Shihan - Vicepresedinte ARAAMA

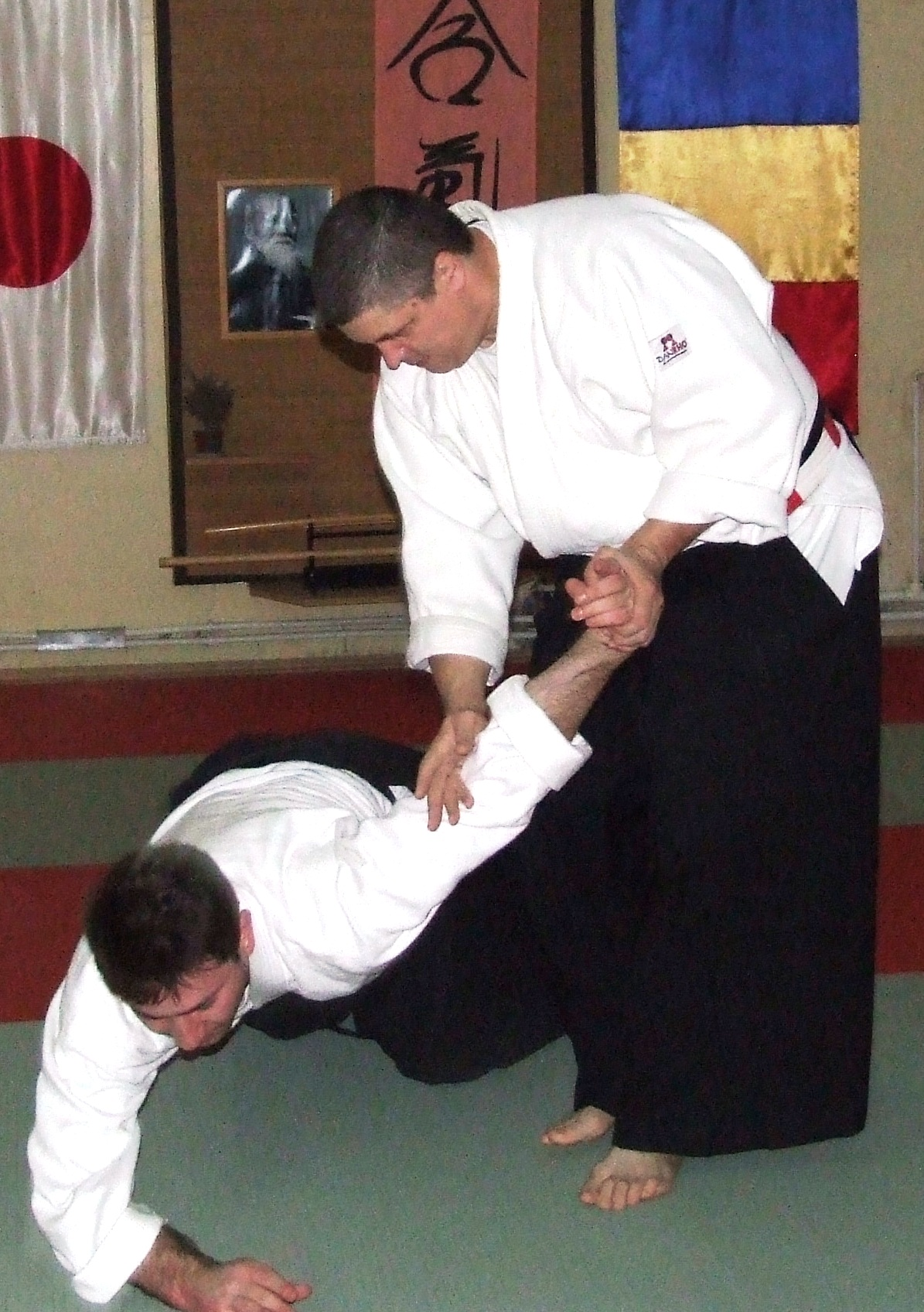
Niculai Ungureanu Shihan - Director Tehnic ARAAMA-Scoala Romana de Aikido

## Răspândire
Membrii ARAAMA au o răspândire națională. Principalele Dojo-uri sunt la Brașov, Ploiești, Galați, Bistrița și Sibiu.  